# Bora Chung
Bora Chung (geb. 1976 in Seoul) ist eine südkoreanische Schriftstellerin.

## Leben
Bora Chung wurde 1976 in Seoul geboren. Sie wuchs in einem ungewöhnlichen Haushalt auf; beide Eltern waren Zahnärzte, und ihre Kindheit verbrachte sie in der hinteren Wohnung der Zahnklinik ihrer Mutter. Schon in jungen Jahren kam sie mit der Literatur in Kontakt, was ihre spätere Karriere als Schriftstellerin prägte.
Chung verfolgte eine akademische Laufbahn und erwarb einen Masterabschluss in Russischen und Osteuropäischen Studien an der Yale University, promovierte in Slawischer Literatur an der Indiana University. Ihre Faszination für russische und polnische Literatur führte sie zu Übersetzungsarbeiten literarischer Werke aus diesen Sprachen ins Koreanische. Derzeit ist sie als Dozentin für Russische Sprache und Literatur sowie für Science-Fiction-Studien an der Yonsei-Universität tätig.

## Wirken
Chungs literarisches Schaffen berührt verschiedene Genres. Sie veröffentlichte drei Romane und drei Sammlungen von Kurzgeschichten, wobei ihre Werke sich durch eine Mischung aus Science-Fiction, magischem Realismus, Horror und blankem Realismus auszeichnen. Ihre Erzählungen, oft dunkel und magisch, handeln von starken Frauen, die in einer ungerechten, gewalttätigen Welt überleben. Ihre Geschichten thematisieren die Zumutungen des modernen, schnelllebigen Alltags und steigern diese ins Groteske, Monströse und Absurde.
Ihre Einflüsse reichen von koreanischen Autoren wie Pak Wanso, die ihr das Schreiben über Weiblichkeit in der modernen Gesellschaft vermittelte, bis zu polnischen und russischen Schriftstellern wie Bruno Schulz, Bruno Jasienski, Andrei Platonow und Ljudmila Petruschewskaja, die ihr bei der literarischen Erfassung menschlicher Erfahrungen von Schmerz, Leid und Verlust halfen.
Zu ihren wichtigsten Werken zählt Der Fluch des Hasen, eine auch ins Deutsche übersetzte Sammlung von zehn Kurzgeschichten, die Genregrenzen überschreiten und soziale Themen wie Körperlichkeit, Ekel, Angst und Scham in den Vordergrund rücken. Das Werk betrachtet die Schrecken von Patriarchat und Kapitalismus in der modernen Gesellschaft durch das Prisma des Fantastischen.

## Politische Einstellungen
Im Oktober 2024 gehörte Chung zu den Unterzeichnern eines Aufrufs zum Boykott israelischer Kulturinstitutionen, „die an der überwältigenden Unterdrückung der Palästinenser mitschuldig sind oder diese stillschweigend beobachtet haben“.

## Auszeichnungen
Für ihre literarische Arbeit erhielt Chung zahlreiche Auszeichnungen, darunter den Digital Literature Award (zweiter Preis in der Kategorie Mobile) für ihre Novelle The Fox im Jahr 2008 und den Gwacheon Science Center SF Award (zweiter Preis für Kurzgeschichten) für The Seed im Jahr 2014. Ihr Roman The Red Sword avancierte zum Bestseller im Bereich der koreanischen Science-Fiction. Ihre Kurzgeschichtensammlung Der Fluch des Hasen wurde 2022 für den International Booker Prize nominiert. Beim 20. Preis der Leipziger Buchmesse wurde Ki-Hyang Lee im Jahr 2024 für ihre Übersetzung von Der Fluch des Hasen ins Deutsche ausgezeichnet.